# ری‌را
«ری‌را» از مشهورترین اشعار نیما یوشیج است. این شعر که به دورهٔ پختگیِ اشعار نیما تعلق دارد، با ۲۴ سطر و ۴ بند، دارای وزن پایهٔ «مفعولُ فاعلاتُ مفاعیلُ فاعلن» است. «ری‌را» حاصلِ تک‌گویی یا نجوای شاعر با خود است و ابهام و اندوه را می‌توان درون‌مایهٔ اصلی آن دانست. شاعر با دستکاری وزن شعر و نیز استفاده از آرایه‌های واج‌آرایی، متناقض‌نما و آیرونی توانسته فضای پرابهام و رمزآمیز شعر را تقویت کند. «ری‌را» در برخی سطرها دارای قافیه است و بخش‌هایی از شعر را می‌توان به دو صورتِ مختلف قرائت کرد. صاحبنظران این شعر را از برترین آثار نیما دانسته‌اند. تقی پورنامداریان آن را از شعرهای بسیار خوش‌ساخت در شیوهٔ آزاد نیمایی و امید طبیب‌زاده آن را از نمونه‌های برجستهٔ شعر نیما در بخشِ پایانی زندگی هنری‌اش می‌دانند. رضا براهنی نیز «ری‌را» را در سطحِ آثارِ شاعران بزرگ اروپایی به‌شمار می‌آورد. احمد شاملو و احمدرضا احمدی این شعر را دکلمه کرده‌اند.

«ری را» ... صدا می‌آید امشب

از پشت «کاچ» که بند آب

برق سیاه تابش تصویری از خراب

در چشم می‌کشاند.

گویا کسی است که می‌خواند…

اما صدای آدمی این نیست

با نظم هوش‌ربایی من

آوازهای آدمیان را شنیده‌ام

در گردش شبانی سنگین؛

ز اندوه‌های من

سنگین‌تر.

و آوازهای آدمیان را یکسر

من دارم از بر.

یک شب درون قایق دلتنگ

خواندند آنچنان؛

که من هنوز هیبت دریا را

در خواب

می‌بینم

ری را. ری را …

دارد هوا که بخواند.

درین شب سیا.

او نیست با خودش.

او رفته با صدایش اما

خواندن نمی‌تواند

## زمینه
نیما یوشیج (۱۲۷۶–۱۳۳۸) شاعر معاصر ایرانی و بنیان‌گذار شعر نوی فارسی است. او با شعر «افسانه» (۱۳۰۱) نوعی جهان‌بینی نو را به ادبیات فارسی و حتی فرهنگ ایرانی وارد ساخت که تا پیش از آن سابقه نداشت. با این حال، عملاً با شعر «ققنوس» (۱۳۱۶)، شعر نوی فارسی متولد شد، زیرا اولین بار در این شعر، مدلولی جدید با دالی جدید پیوند خورد و پدیده‌ای نو شکل گرفت. نیما نخستین آثار خود را در اواخر دوران مشروطه و سال‌های آغازین حکومت رضاشاه سرود یا منتشر کرد. از سال ۱۳۰۶ تا ۱۳۱۵ هیچ شعری از او منتشر نشد تا اینکه در سال ۱۳۱۶ سرایش و چاپ آثارش را از سر گرفت و شعر مهم «ققنوس» را خلق کرد. از ۱۳۱۶ تا ۱۳۲۷، نیما انواع قالب‌های شعری را آزمود. او در دورهٔ پایانی عمرش، یعنی از ۱۳۲۸ تا ۱۳۳۷، عمدتاً به سرایش و چاپ اشعار آزاد یا نیمایی پرداخت. سرایش و انتشارِ «ری‌را» نیز به همین دوره تعلق دارد.
تقی پورنامداریان، شعر را تحت تأثیر حوادث سال ۱۳۳۱ و فضای اجتماعی و سیاسی حاکم بر آن دوران تاریخی از جمله اختلاف نظر محمد مصدق و محمدرضا پهلوی بر سر تصدی وزارت جنگ، استعفای مصدق و نخست‌وزیری قوام‌السلطنه می‌داند. امید طبیب‌زاده معتقد است نیما در دوران پایانی حیات ادبی‌اش، بیش از هر زمان دیگری، راه و روش بیان واقعی خود را می‌یابد و به شعر ناب نزدیک‌تر می‌شود. او شعرهای «ری‌را» و «همه‌شب» را از نمونه‌های برجستهٔ شعر نیما در بخشِ پایانی زندگی هنری‌اش می‌داند.
همچنین «شب» مضمون اصلی بسیاری از شعرهای نیما یوشیج است و عنوان یا آغاز برخی از شعرهای او با «شب» شکل می‌گیرد که از آن جمله می‌توان به مواردی مثل «هست شب»، «شب است»، «هنوز از شب»، «در شب سرد زمستانی»، «بر فراز شب»، «شب قرق» و «در نخستین ساعت شب» اشاره کرد. شعرهای دیگری نیز هستند که بدون عنوان «شب»، مضمون شب و تیرگی را نشان می‌دهند یا موضوع و رویداد آنها در شب است، مثل «تو را من چشم در راهم شباهنگام»، «تا صبح‌دمان ...»، «آنکه می‌گرید» و همچنین شعرهای «مرغ آمین»، «مهتاب»، «کار شب‌پا» و «پادشاه فتح».

## ویژگی‌ها

### محتوا
شعر متشکل از چهار بند است و حاصل تک‌گویی یا نجوای شاعر با خود است. درونمایهٔ شعر ابهام است که در بستری از تاریکی، اندوه، خرابی، گنگی، خفقان و استیصال شکل می‌گیرد. این ابهام ناشی از تباین و تنشی است که شاعر در تمام عناصر و کنش‌های شعر به وجود می‌آورد و مدام مخاطب را در برزخ میان گفتن و نگفتن یا دانستن و ندانستن نگه‌می‌دارد.

### واژه‌ها
برخی منابع «ری‌را» را نامِ زن دانسته‌اند. 
تقی پورنامداریان به چند دلیل معتقد است این کلمه نام زن نیست: اول اینکه در سطر اول، بعد از کلمهٔ «ری‌را»، سه نقطه به‌جای نشانهٔ خطاب (علامت تعجب) آمده‌است. دوم، عدم هماهنگی متن با فرضِ اسمِ زن برای «ری‌را» است. سومین دلیل، بند آخر شعر است که در آن «ری‌را» مخاطب نیست و شاعر از «او» صحبت می‌کند، نه با «او». پورنامداریان نتیجه می‌گیرد که این کلمه، صوت است.
برخی منابع دیگر هم «ری‌را» را صوت در نظر گرفته‌اند. این کلمه که دارای واکه‌های بلند «ای» و «آ» است، با سه‌نقطه‌ای که بعد از آن آمده، فضای ابهام را ایجاد می‌کند. شاعر با استفاده از صدای مبهم مرکب از دو هجای کشیده، حس شنیداری مخاطب را از آغاز شعر تحریک می‌کند.
معانی دیگر «ری‌را» در زبان مازندرانی عبارت‌اند از: (۱) بیدار باش، به هوش باش، هشدار؛ «ری‌را» در بازی‌ای به همین نام در مازندران یعنی «بپا و هوشیار باش» (۲) نام زنی که باید تیزهوش و کاردان باشد (۳) نام پرنده‌ای کوچک‌تر از گنجشک و شبیه به آن.
معنای «کاچ» در منابع مختلف به‌صورت «قطعهٔ کوچک جنگل در میان مزارع»،
«کچلی‌های زمین»، و «بخشی از جنگل که درخت‌های آن را کنده‌اند» آمده‌است.
«بند آب» هم به‌صورت «حفره‌هایی که به دست روستاییان برای آبیاری زمین‌هایی که به آن مشرف است، ایجاد می‌شود»
و «برکه‌ای مصنوعی که به‌منظور آبیاری زمینهای اطراف احداث می‌شود» معنی شده‌است.

### موسیقی
شعر دارای وزن پایهٔ «مفعولُ فاعلاتُ مفاعیلُ فاعلن» است، اما در پنج سطر (سطرهای ۱، ۷، ۱۲، ۱۹ و ۲۰) اصول وزن عروضی رعایت نشده‌است. سه مورد از این پنج مورد (۱، ۱۲ و ۱۹) را می‌توان با شکستن سطرها و تغییر وضعیت آنها توجیه کرد، ولی سطرهای ۷ و ۲۰ به‌ترتیب شامل حذف کمیت از انگارهٔ وزنی و اضافه کردن کمیت به انگاره است. در سطر هفتم، یک کمیت از وزن سطر کم شده و در سطر بیستم یک کمیت اضافه شده‌است. این تغییرات در وزن شعر باعث می‌شود خواننده‌ای که بخواهد وزن را رعایت کند، از سرعت خواندن شعر بکاهد یا گاهی مکث کند. این مسئله به تأمل عمیق‌تر در فضای مه‌آلود و رمزآمیز شعر منجر می‌شود و از طرف دیگر برخی عناصر شعر را پررنگ‌تر می‌کند. به این ترتیب، نیما با چند شگرد وزنی و صوری ساده، فضای پرابهام و پرتصویر شعر را غلیظ‌تر کرده و مخاطب را با عالمِ شعر درگیرتر ساخته‌است.
شعر در سطرهای ۲ و ۳، ۴ و ۵، ۱۱ و ۱۲ و ۱۳، ۱۹ و ۲۱ و ۲۳، و ۲۰ و ۲۵ دارای قافیه است، اما به نظر نمی‌رسد شاعر تعمداً این قافیه‌ها را ایجاد کرده باشد. این قافیه‌ها موسیقی شعر را که به‌دلیل وزن عروضی خاص و شکستنِ مکررِ وزن، نامحسوس به نظر می‌رسد، تقویت کرده‌است.
شعر از همان آغاز با استفاده از مصوت‌های بلند در کلمهٔ «ری‌را» بر شنیدنِ یک صدا متمرکز می‌شود. در بند دوم، استفاده از واج‌آرایی صامت «ش»، مخاطب را به سکوت و شنیدن صدای مبهم شب یعنی «ری را ...» دعوت می‌کند. آوردن صدای «ش» در کلمات «هوش‌ربا»، «شنیده‌ام»، «گردش» و «شبانی سنگین»، باعث القای حس سکوت می‌شود. همچنین استفاده از صامت‌های «س» و «ز» در ترکیباتی مثل «شبانی سنگین» و «ز اندوه‌های من سنگین‌تر» نوعی اندوه، نگرانی و افسردگی را منتقل می‌کند. واکه‌های «آ» و «اَ» هم در سطرهای «و آوازهای آدمیان را یکسر/من دارم از بر» هر کدام شش بار تکرار شده که می‌تواند بیان‌کنندهٔ صدای همهمه و هیاهو یا صدای جمعیت باشد.
در سطر «خواندن نمی‌تواند»، استفاده از همخوان‌های خیشومی «ن» و «م» می‌تواند نشان‌دهندهٔ ناامیدی و ناخشنودی شاعر باشد، زیرا این واج‌ها دارای صدایی شبیه نق‌نق آهسته هستند. نیما در پایان شعر بر استیصال، گنگی و ناامیدی تأکید می‌کند.

### قرائت‌ها
بخش‌هایی از شعر را می‌توان به صورت‌های مختلف تلفظ کرد. برخی، از جمله احمد شاملو، محمد حقوقی و محمود فلکی، سطرِ «برق سیاه تابش تصویری از خراب» را به‌صورت «برقِ سیاه‌ْتابَش ...» خوانده‌اند. پورنامداریان معتقد است این خوانش صحیح نیست، چون «سیاه تابش» صفت مرکب برای برق نیست و اگر بود باید به‌شکل «سیاه‌تاب» می‌آمد و لزومی هم به ایجاد صفت مرکب نبوده که نیما «این تصرف غلط و بدون فایده را در زبان روا بداند». بنابراین او «برقِ سیاهِ تابشِ تصویری از خراب» را صحیح می‌داند.
همچنین در سطر ۱۴، عبارت «قایق دلتنگ» را می‌توان به‌صورت «قایق، دلتنگ» (مثلاً در قرائت شاملو) یا «قایقِ دلتنگ» قرائت کرد. در حالت اول، «دلتنگ» صفتِ «آواز آدمیان» است که با «هیبت دریا» تناسب معنایی دارد. در حالت دوم، «قایقِ دلتنگ» که مجازاً می‌تواند به‌معنای «قایق کوچک» باشد، بر هولناکی فضا می‌افزاید و حس دیداری خواننده را فعال می‌کند.

## نقد و نظر
… دیده‌ام ایرانی‌های از فرنگ برگشته‌ای که با انبانی از بودلر و ورلن و آپولینر، در برابر شعری چون ری را هاج و واج مانده‌اند.

رضا براهنی
محمود فلکی شعر را بر پایهٔ کهن‌الگوهای یونگ تحلیل کرده و معتقد است صدایی که در شعر آمده، می‌تواند صدایی اسطوره‌ای باشد و از روان جمعی آدمی برآمده باشد. این صدا نشانی از ابهام و تیرگیِ ضمیر ناخودآگاه است و بنابراین از شب برمی‌آید. اگر «ری‌را» را نام زنی بدانیم، این زن می‌تواند آنیمای نیما باشد که به شکلی نامعلوم و مبهم خود را نشان می‌دهد و برای خود نیما هم روحی بی‌شکل و رمزآمیز است. این زن خود را به‌شکل صدا می‌نمایاند و زنی معمولی یا جفت یا معشوق نیست چون شعر جنبه‌های تغزلی ندارد. این زن زنی جسمانی و کامل نیست، بلکه نیمهٔ شاعر یا نیمهٔ گمشدهٔ اوست. «ری‌را» می‌تواند صدای همین نیمهٔ گمشده یا ناپیدا باشد که لحظه‌ای از شبِ هستی برمی‌آید.
سیاوش کسرایی معتقد است «ری‌را» دارای سه دایرهٔ تودرتو و هم‌مرکز است که شاعر در کانون آنها به پیرامون خود نگاه می‌کند. دایرهٔ اول را «امشب» پر می‌کند که نزدیک‌ترین مکان و زمان به شاعر را تشکیل می‌دهد و صداهایی که از آن برمی‌آید، صداهای مسخ‌شدهٔ آدمی است که گویی شب را کنار می‌زند تا حرفی را بازگو کند. در دایرهٔ دوم، «شب‌ها» یا «شبان» سرگذشت انسانی را که هیچ‌وقت پرتو روز بر او نتابیده بیان می‌کند و نگاه نیما نگاهی جهانی است که از مرزها می‌گذرد و به سراسر حیات انسان می‌نگرد. این صدای رنج تاریخی انسان ستم‌دیده در همهٔ شب‌های بی‌روزن است که شاعر اوجش را در میان قایق دلتنگ می‌شنود و «یک شب» عرصهٔ دایرهٔ سوم است که در حد فاصل دایرهٔ اول و دوم قرار دارد و حکایتش نه در پشت کاچ و بند آب جریان دارد و نه در تاریخ.
از نگاه کسرایی، ری‌را صدایی است که بر دیوار تاریک شب خط می‌کشد و مخاطبی ندارد. حتی فریاد استمدادی نیست و اگر باشد، غمگینانه‌ترین نوع استمداد بشری و یاری‌خواهی انسان از درون دردمند خویشتن است.
هوشنگ گلشیری این شعر را با شعر کودک لال اثر فدریکو گارسیا لورکا مقایسه می‌کند و معتقد است صدایی که در شعر از آن یاد شده، رنگ سمبل و نماد به خود می‌گیرد و نمی‌توان دقیقاً گفت مساوی با چیست؛ بنابراین می‌توانیم بسته به حال و وضعیتمان و با توجه به بافت شعر یعنی تصاویری مثل برق سیاه تاب و بند آب یا صدای فاقد هر نوع نظم هوش‌ربا نوعی مابازا بگذاریم. این صدا می‌تواند صدای مرگ ناگزیر یا صدای انسان شاعر باشد که در تقابل با مرگ ناگزیر یا در تقابل با سرنوشت به خواندن و سرودن شعر می‌پردازد.
تقی پورنامداریان این شعر را از شعرهای بسیار خوش‌ساخت در شیوهٔ آزاد نیمایی می‌داند که وزن آزاد نیمایی به بهترین و سنجیده‌ترین شکل در آن متجلی است.
شاعر از دوردست صدای شعار گروهی از مردم را به‌شکل صدای نامفهوم «ری را» می‌شنود و حس می‌کند این صدا از سوی دریا نیست، بلکه از جانب بند آب است و از این صدا بوی خیر و بهبود نمی‌شنود. تصویر پارادوکسیکال «برق سیاه» نشان‌دهندهٔ تردید شاعر نسبت به اصالت و حقانیت صداست.

در برابر ویرانه‌های جنگلی که به تیغستان تبدیل یافته و کنار آبهایِ مرده پای دربند ایستاده‌ایم، در میان هزاران آینهٔ سیاه که تصاویری همه از تیرگی برهم می‌افکنند، به تماشای خراب‌آباد آرزوهای واژگون شده کشانیده شده‌ایم تا سبب اندوههای شاعر را دریابیم.

سیاوش کسرایی
بر اساس تفسیر امید طبیب‌زاده، در بند اول، شاعر صدای مبهم و نامفهومی را از پشت «کاچ» و از کنار «بند آبِ» سیاه و خرابی می‌شنود. در بند دوم، با یقین می‌گوید که این صدای گنگ، ارتباطی با صدای آدمیان یا خلق ندارد، چون او صدای آنها را به‌خوبی می‌شناسد. شاعر نمی‌داند «ری را» صدای چیست، اما این صدا برایش یادآور صدای «دریا» ست. «دریا» می‌تواند نمادِ انقلاب یا خروش مردم و رؤیایی باشد که شاعر همچنان هیبتش را در خواب می‌بیند. پس «ری را» هم می‌تواند تصویری مبهم از «دریا» باشد. شاعر در بند سوم به خود می‌آید و خویشتن را چونان انقلابیِ افسرده و پیری به تصویر می‌کشد که از خرابه‌های پیرامونش یا از درونِ محزون و ازهم‌پاشیده‌اش فقط صدایی نامفهوم و مبهم از دریای انقلاب و خلق را می‌شنود. او خواستار آن است که در «شب سیا»، آواز انقلاب را بخواند، اما توان ندارد و جز «ری را» چیزی از درونش بیرون نمی‌آید. در بند پایانی نیز می‌بینیم شاعر دیگر جهانی آرمانی ندارد تا پناهگاه او باشد؛ چیزی جز پشت «کاچ» و خرابه‌های پیرامونش باقی نمانده، و این به‌معنای «نبودن با خود، و رفتن با خاطرات» است.
محبوبه خراسانی و ریحانه واعظ شهرستانی نقدی درون‌متنی بر شعر «ری‌را» ارائه داده‌اند. آنها ضمن نقد تفسیرهای دیگر، معتقدند خوانش فرمالیستی شعر می‌تواند آن تفسیرها را هم تأیید کند. در خوانش فرمالیستی، شاعر با ایجاد تنشی دائمی میان دانستن و ندانستن یا گفتن و نگفتن، نوعی آیرونی در شعر ایجاد کرده و با استفاده از آهنگ کلام، تصویرهای مناسب و اثر القایی واج‌ها، درون‌مایهٔ شعر را تقویت کرده‌است. به تعبیر دیگر، شاعر با ابزارهای گوناگون سعی می‌کند ابهام، تاریکی، خرابی و خفقان را در شعر برجسته کند.

## بازآفرینی
«ری‌را» یکی از قطعات آلبومی با همین نام (۱۳۸۴) از سهیل نفیسی است. نفیسی این شعر را با گیتارِ تنها نیز در کنسرتی اجرا کرده‌است. احمد شاملو و احمدرضا احمدی نیز این شعر را به‌ترتیب در آلبوم‌های شعرهای نیما (۱۳۷۳) و در شب سرد زمستانی (۱۳۶۸) دکلمه کرده‌اند. علیرضا افتخاری نیز این شعر را در آلبوم پادشاه فصل‌ها (۱۳۹۳) اجرا کرده‌است.

## برای مطالعهٔ بیشتر
- سهرابی، نسرین (۱۳۹۲). «نشانه‌شناسی شعر «ری را» نیما یوشیج». هشتمین همایش بین‌المللی انجمن ترویج زبان و ادب فارسی ایران. ۸.
- فاضلی، فیروز؛ تقی‌نژاد رودینه، فاطمه (زمستان ۱۳۹۵). «دیالکتیک دریافت‌های شعر «ری‌را»». نقد ادبی. ۹ (۳۶): ۹۷–۱۱۹.